# Sant Sebastià de Viliella
Sant Sebastià de Viliella és un monument del municipi de Lles de Cerdanya (Cerdanya) protegit com a bé cultural d'interès local.

## Descripció
Edifici d'una sola nau coberta amb volta de canó feta de rajola i pintada de blanc. La teulada és a dues vessants. Té un campanar de planta rectangular format per dos cossos i amb quatre obertures al cos superior. La maçoneria del campanar sembla més moderna que la de la resta de l'edifici. Al mur sud es troba un portal original tapiat fins a l'arrencada de l'arc, i les restes d'un rellotge de sol. Al mur oest hi ha un rosetó i la porta actual. És difícil apreciar l'estil original de l'església.
Disposa d'una Pica baptismal adossada a l'interior del mur de migdia de l'església, al lloc on està la porta original, ara tapiada. Fa uns 80cm d'alçada i el seu orifici és semicircular. Presenta tres imatges esculpides dins de fornícules: una figura humana, una creu patriarcal i una de grega situada entre les anteriors.
Té un cementeri al voltant de l'església que s'entra per una porta de ferro situada al canto d'un petit mur del camí.

## Història
Església sota l'advocació de Sant Sebastià, esmentada ja a l'Acta de consagració de la catedral d'Urgell (839).